# Rosita Mauri
María Isabel Amada Antonia Rosa Mauri Segura eller Roseta Mauri y Segura, född 15 september 1850 i Palma de Mallorca, död 3 december 1923 i Paris, var en spansk dansare och balettlärare av katalansk härkomst. Hon var prima ballerina och verksam på La Scala i Milano och från 1878 på Parisoperan där hon introducerades av kompositören Charles Gounod. Mauri porträtterades flera gånger av konstnärer, skulptörer och fotografer samt var föremål för flera poetiska hyllningar. 

## Bilder

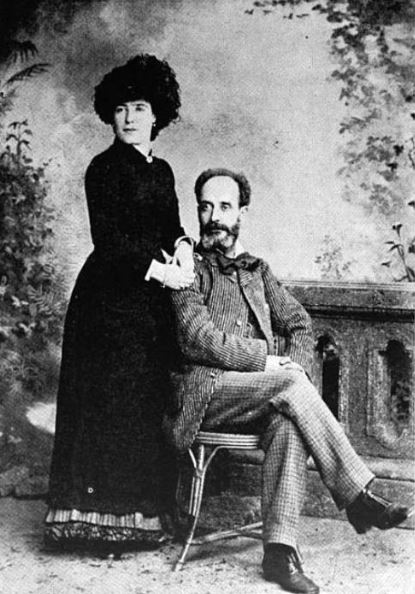
Fotografi av Rosita Mauri och hennes far Mauri.
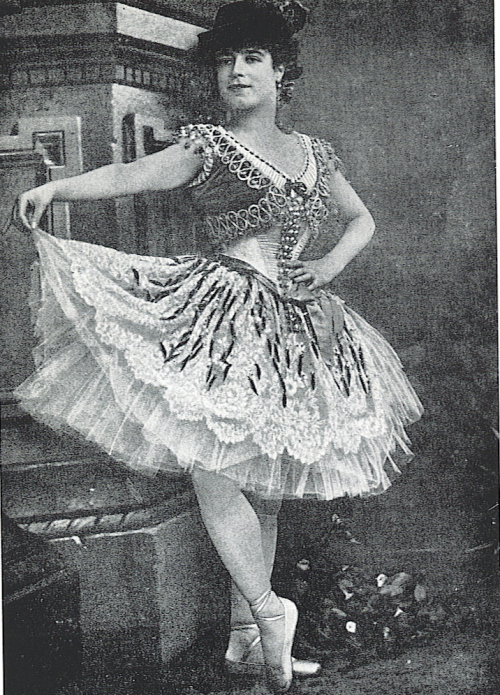
Fotografi från uppsättningen Le Cid (1885).
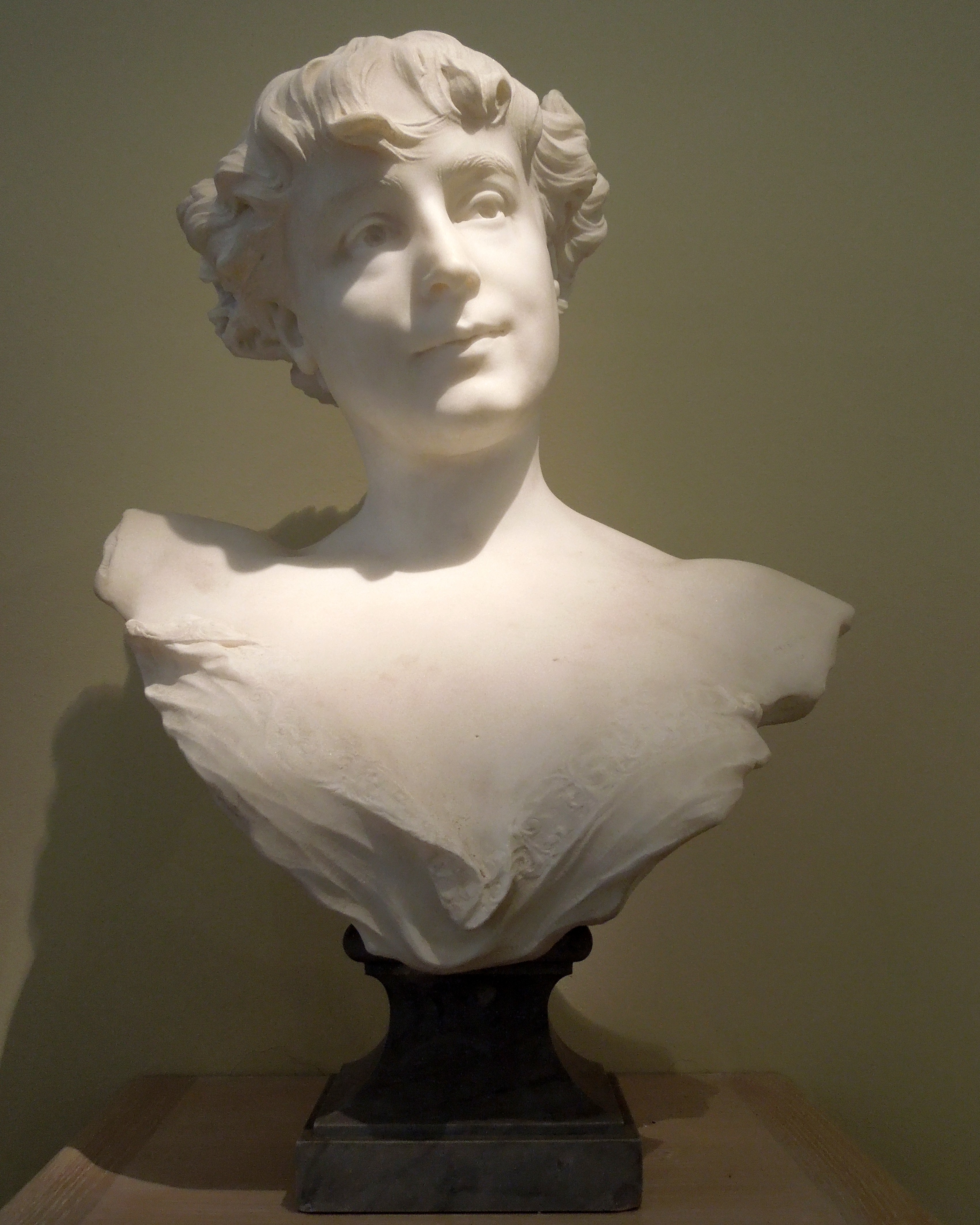
Skulptur av Denys Puech (1900).
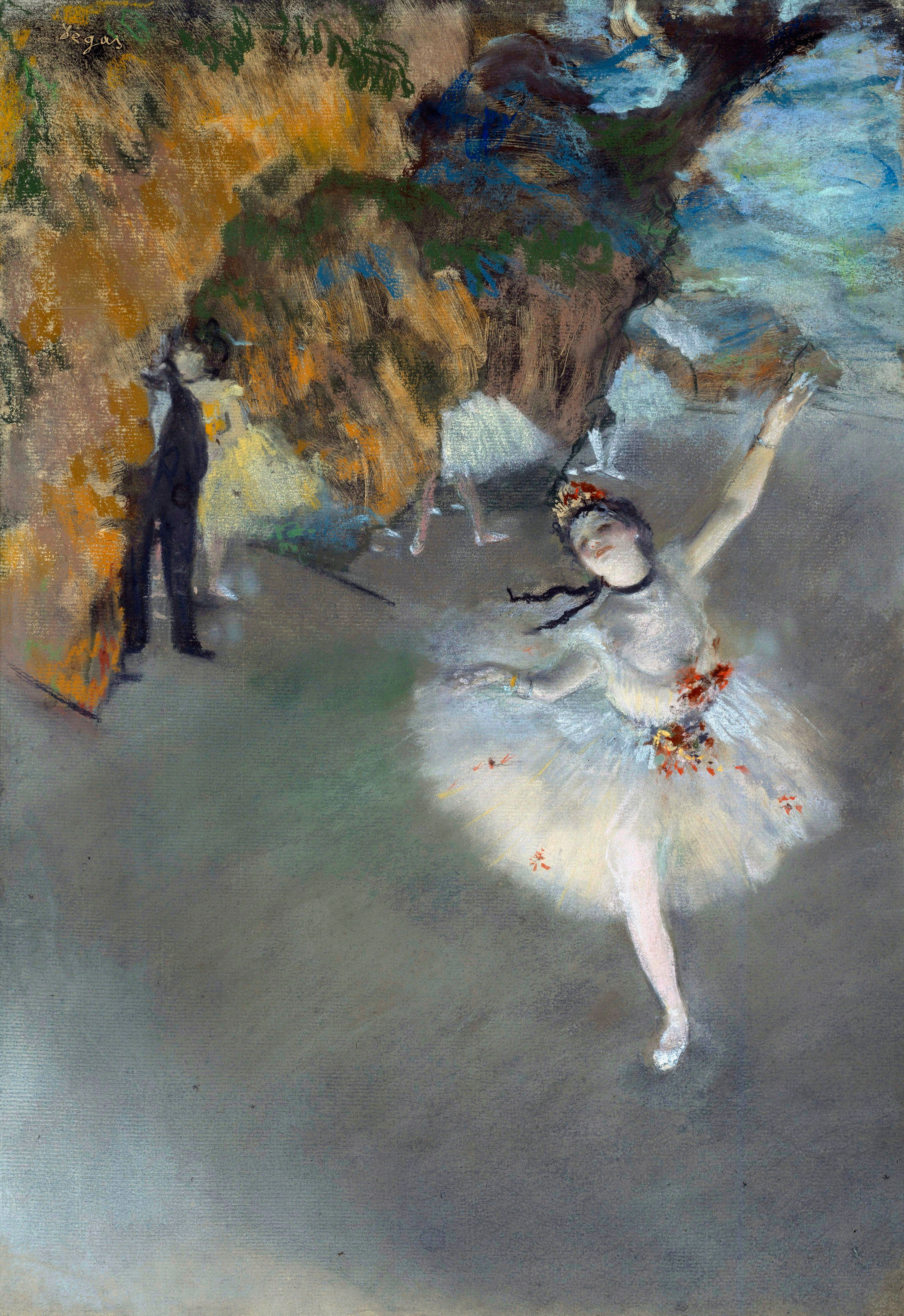
Ballet av Edgar Degas (cirka 1876). Musée d'Orsay.
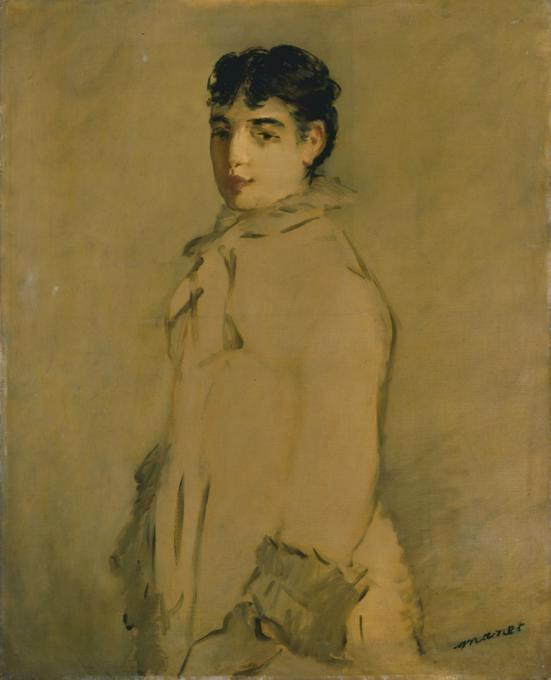
Édouard Manet Jeune femme en rose (1880), Pusjkinmuseet.
Rosita Mauri, akvarell av Anders Zorn (1888). Göteborgs konstmuseum.[7]
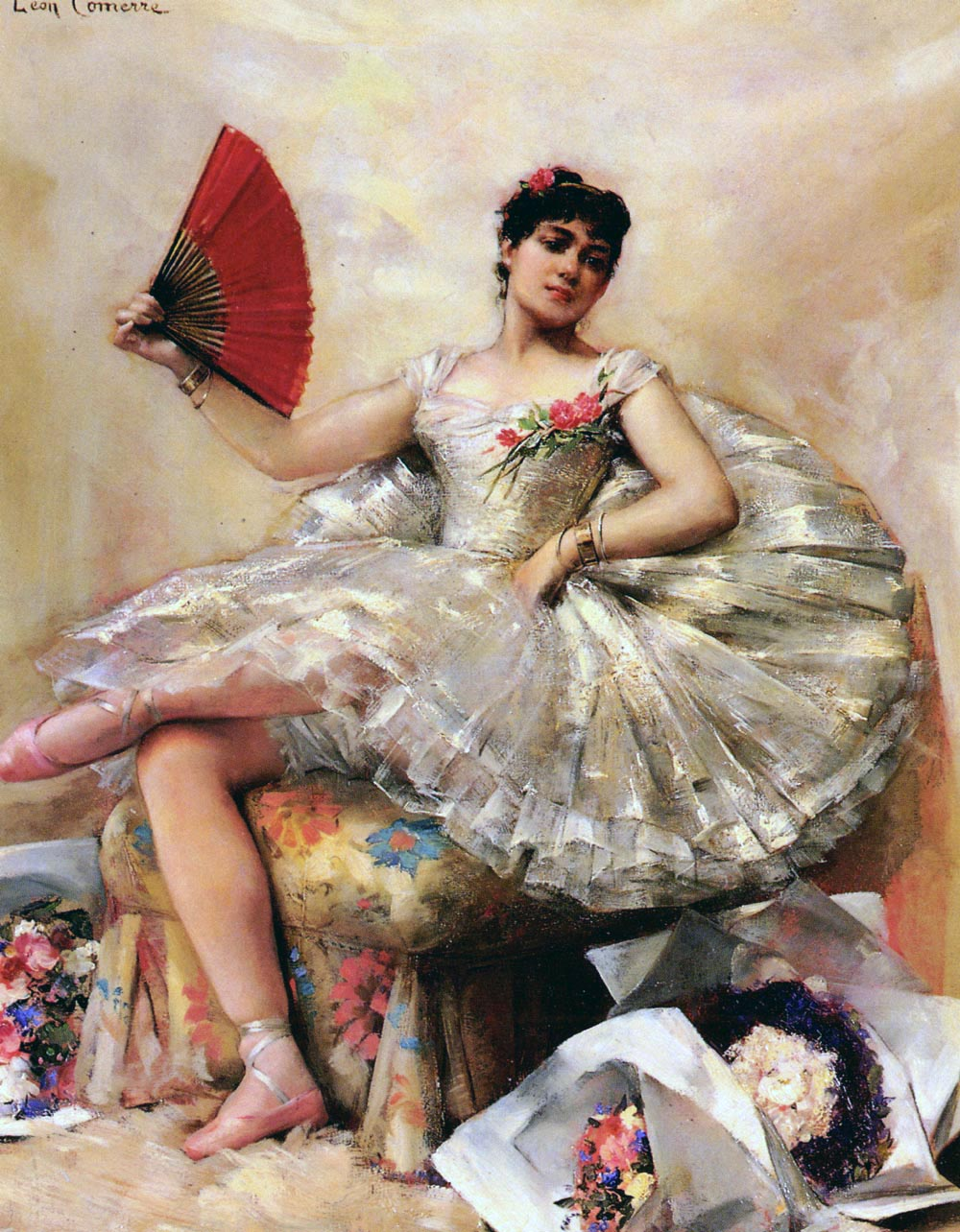
Porträtt av Léon Comerre.
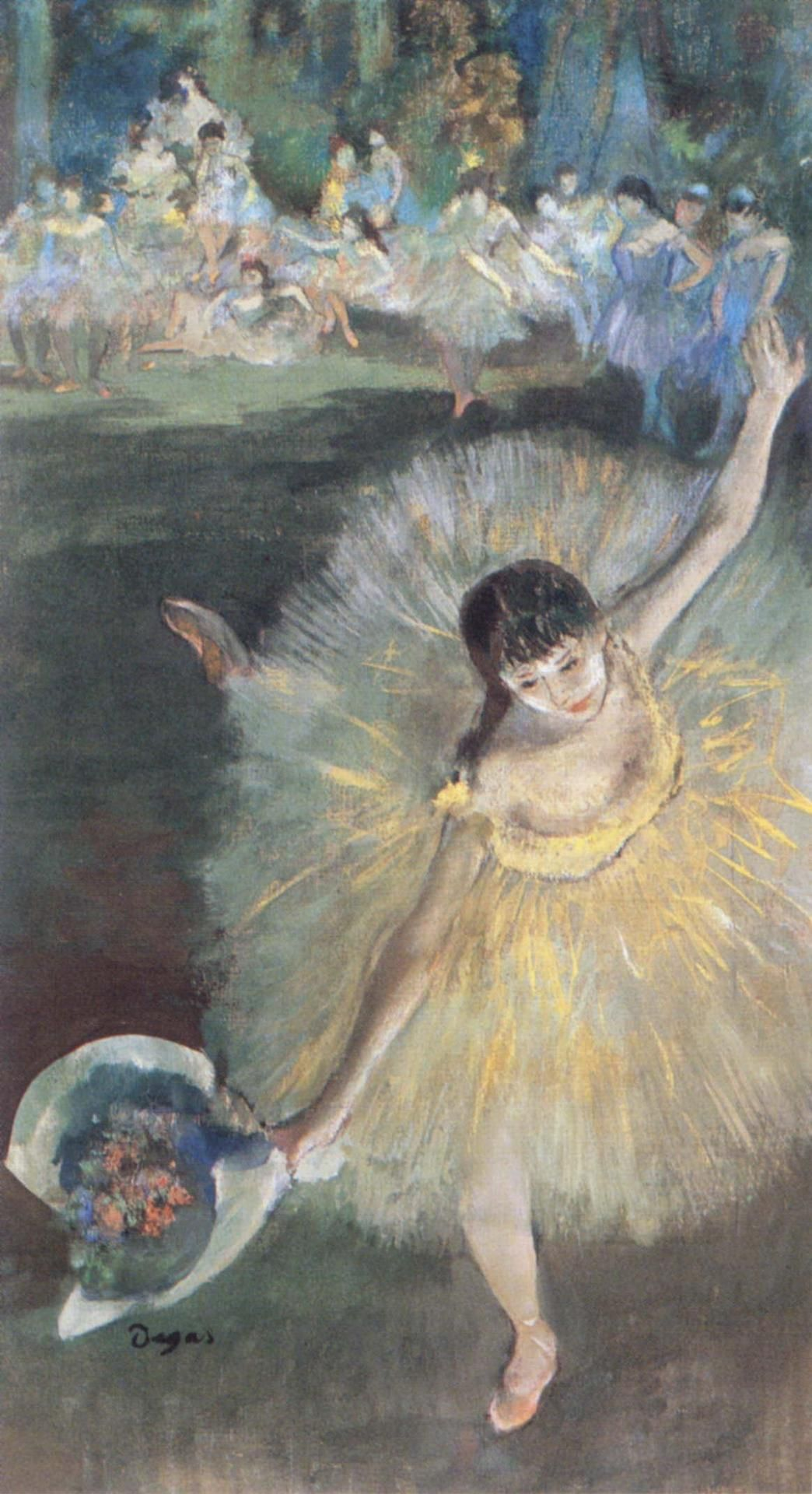
Fin d'arabesque (1876) av Edgar Degas. Musée d'Orsay.